# Fe de Agen
Fe (del latín fides y el francés foy, la fe), santa de la iglesia católica y mártir nacida en el siglo III en Agen (actual Francia). Perteneció a una familia muy rica galo romana y defendió la fe cristiana hasta morir por ella. Fue llevada a la parrilla, como San Lorenzo y decapitada a la edad de trece años en 303, después de haber comparecido ante el tribunal de Daciano, procónsul romano durante el reinado del emperador Maximiano. Junto a ella murió su hermana Alberta, el obispo San Caprasio y otros habitantes cristianos de la ciudad que compartieron el destino de la mártir.

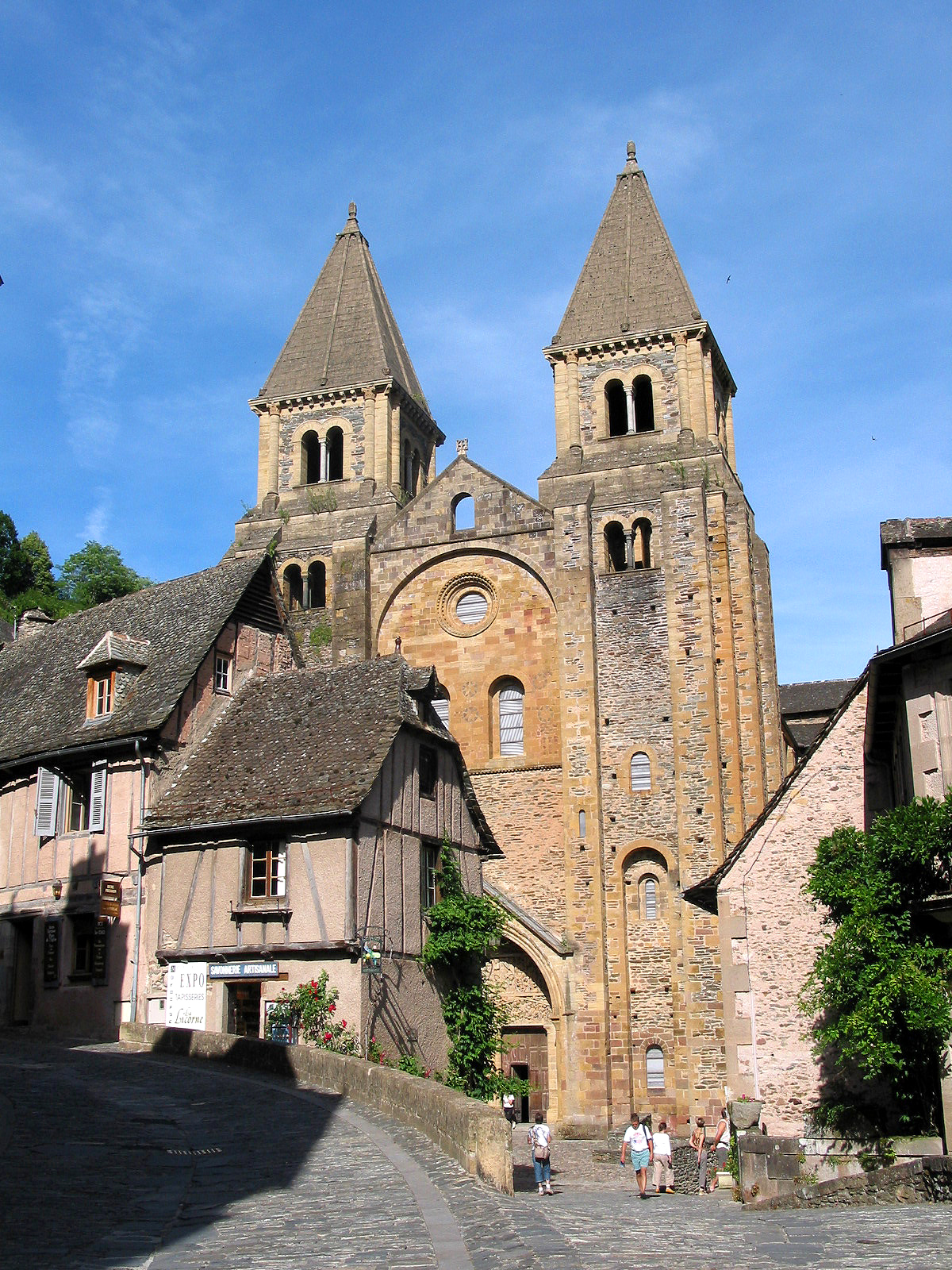
Abadía de Conques.

Fue poco conocida fuera de la región hasta 866, cuando el monje Ariviscus de Conques en Rouergue, roba sus restos de la iglesia de Santa Fe de Agen (Sainte Foy d'Agen) para llevarlos a la abadía de Conques la cual no tenía reliquias, para atraer a las multitudes de peregrinos en busca de los actos de fe. Este monje pasó diez años en Agen para no despertar la desconfianza de sus compañeros antes de tomar los restos sagrados.
Otra leyenda dice que los huesos de Santa Fe se guardaron en la abadía durante las invasiones normandas que devastaron las poblaciones a orillas del río Garona en 800.
Sin embargo, la abadía conoció una gran prosperidad y, como se encontraba en una ruta de peregrinación del Camino de Santiago (Via Podiensis), los caminantes se detenían a orar frente al monumento en oro que contiene el cráneo de la mártir.
Su festividad se celebra el 6 de octubre, supuesto día de su ejecución.
Su renombre se extiende en Francia, España y Portugal. Posteriormente los conquistadores lo llevaron a América, en donde numerosas ciudades tienen su nombre: Santa Fe en Argentina, Brasil, Chile, Colombia, Estados Unidos, Honduras, México, Panamá y Venezuela.